# Nītaure
Nītaure är en ort i kommunen Amata, Vidzeme, Lettland. Orten ligger 80 kilometer från Riga och hade 450 invånare år 2007. Den lettiske presidenten Andris Bērziņš är född här. 1277 byggdes en fästning här av Livländska orden. Efter det stora nordiska kriget kom orten under rysk kontroll. 